# The Eternal Daughter
The Eternal Daughter è un film del 2022 scritto e diretto da Joanna Hogg.

## Trama
Per festeggiare l'imminente compleanno della madre Rosalind, Julia porta l'anziana signora in un albergo per qualche giorno. Unite nel dolore per la recente perdita del padre e marito, Julie e Rosalind arrivano all'albergo, circondato da una fitta nebbia, nel cuore della notte. Dopo alcuni disguidi alla reception, le donne ottengono la loro camera, ma Julia, una regista impegnata nella stesura di una sceneggiatura sul suo rapporto con la madre, non riesce a dormire a causa di una serie di rumori misteriosi.
Mentre le donne si godono l'albergo, di cui sono le uniche ospiti, Rosalind parla della sua storia con l'edificio, un tempo di proprietà di una zia, in cui aveva trascorso sia momenti felici che di grande tristezza, tra cui la morte di un famigliare durante la seconda guerra mondiale e un aborto spontaneo. Julie si sente in colpa per aver portato la madre in un luogo infestato da ricordi dolorosi, ma la donna la rassicura affermando che il luogo serba per lei anche molti ricordi felici.
Una notte Julie, non trovando il cane della madre, chiede l'aiuto del receptionist Bill per cercare l'animale, che poi viene trovato nella stessa stanza da cui Julie credeva fosse scappato. Dopo aver ringraziato Bill, Julie parla con l'uomo del dolore e della perdita che li unisce: lei ha appena perso il padre, lui la moglie. Il giorno dopo Julie sente Rosalind parlare con Bill, a cui confida che visto che Julie non ha una famiglia lei stessa è diventata l'oggetto delle amorevoli cure della figlia, come una sorta di surrogato. 
Alla cena di compleanno di Rosalind, la madre afferma di sentirsi poco bene e di non avere appetito, facendo sprofondare Julie in una crisi di pianto in cui confessa le proprie angosce per il suo futuro senza figli. Quando Julia porta in tavola la torta di compleanno per la madre e soffia sulla candelina, si scopre che la donna è da sola a cena e che Rosalind è in realtà morta da qualche tempo. La nebbia intorto all'albergo si solleva e l'hotel si rivela brulicare di ospiti. Il giorno dopo Julie lascia l'albergo sotto lo sguardo preoccupato della receptionist e con l'aiuto di Bill, che la accompagna al suo taxi.

## Produzione
Il 18 gennaio 2021 è stato annunciato che le riprese di un film segreto diretto da Joanna Hogg ed interpretato da Tilda Swinton erano appena terminate in Galles. Nove giorni dopo è stato confermato che A24 ha acquistato i diritti di distribuzione internazionali del film.

## Distribuzione
Il film è stato presentato in anteprima mondiale il 6 settembre 2022 alla 79ª Mostra internazionale d'arte cinematografica di Venezia. Nello stesso mese la pellicola è stata presentata anche al Toronto International Film Festival e al New York Film Festival.

## Riconoscimenti
- 2022 - Mostra internazionale d'arte cinematografica di Venezia
  - Candidatura per il Leone d'oro al miglior film